# Camille Alaphilippe
Camille Alaphilippe (Tours; 1874-Argel; 1936) fue un escultor francés nacido en Tours en 1874 y fallecido en Argelia en 1934.

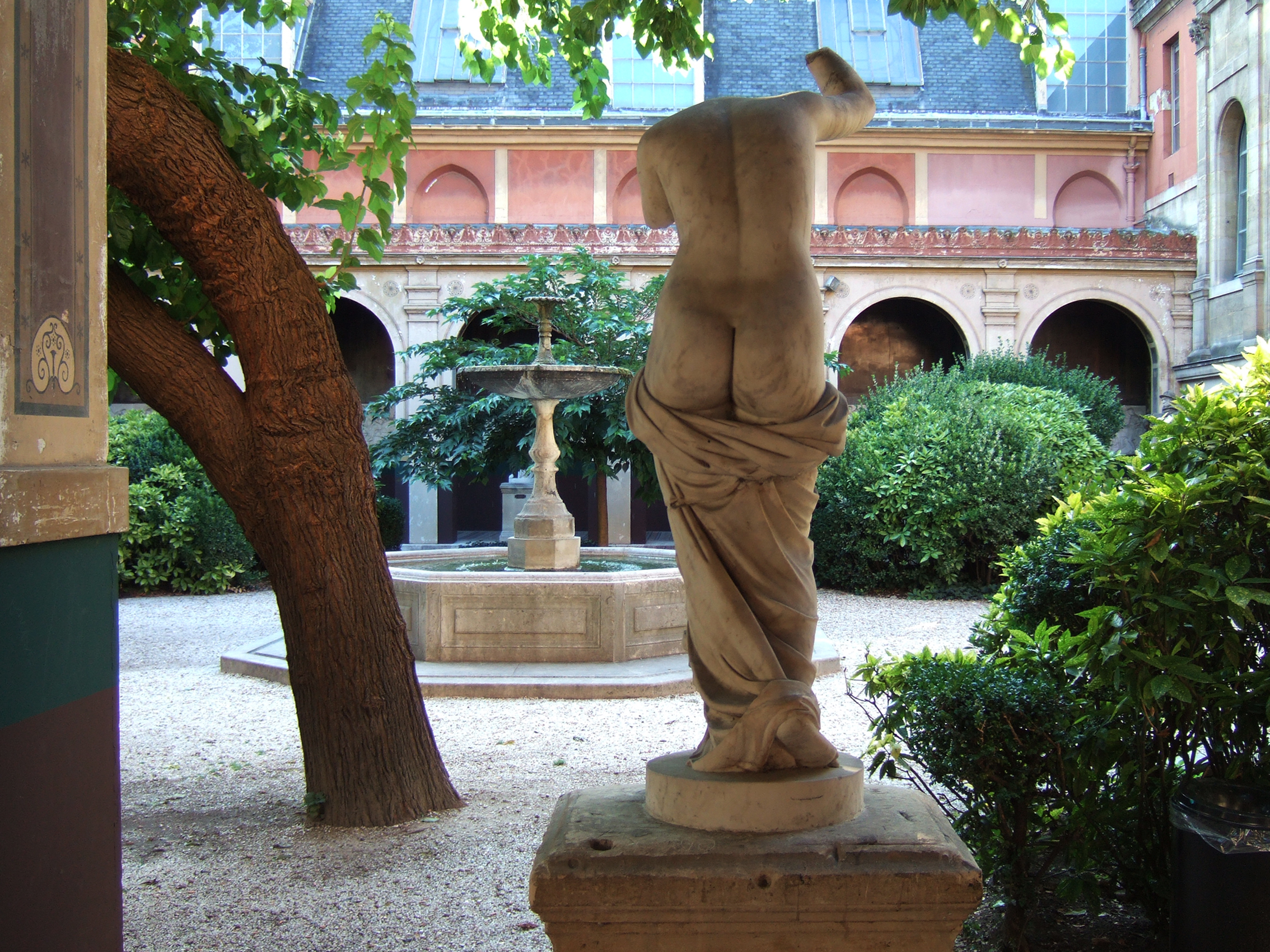
Vénus anadyomène, en el cour du murier de la ensba.

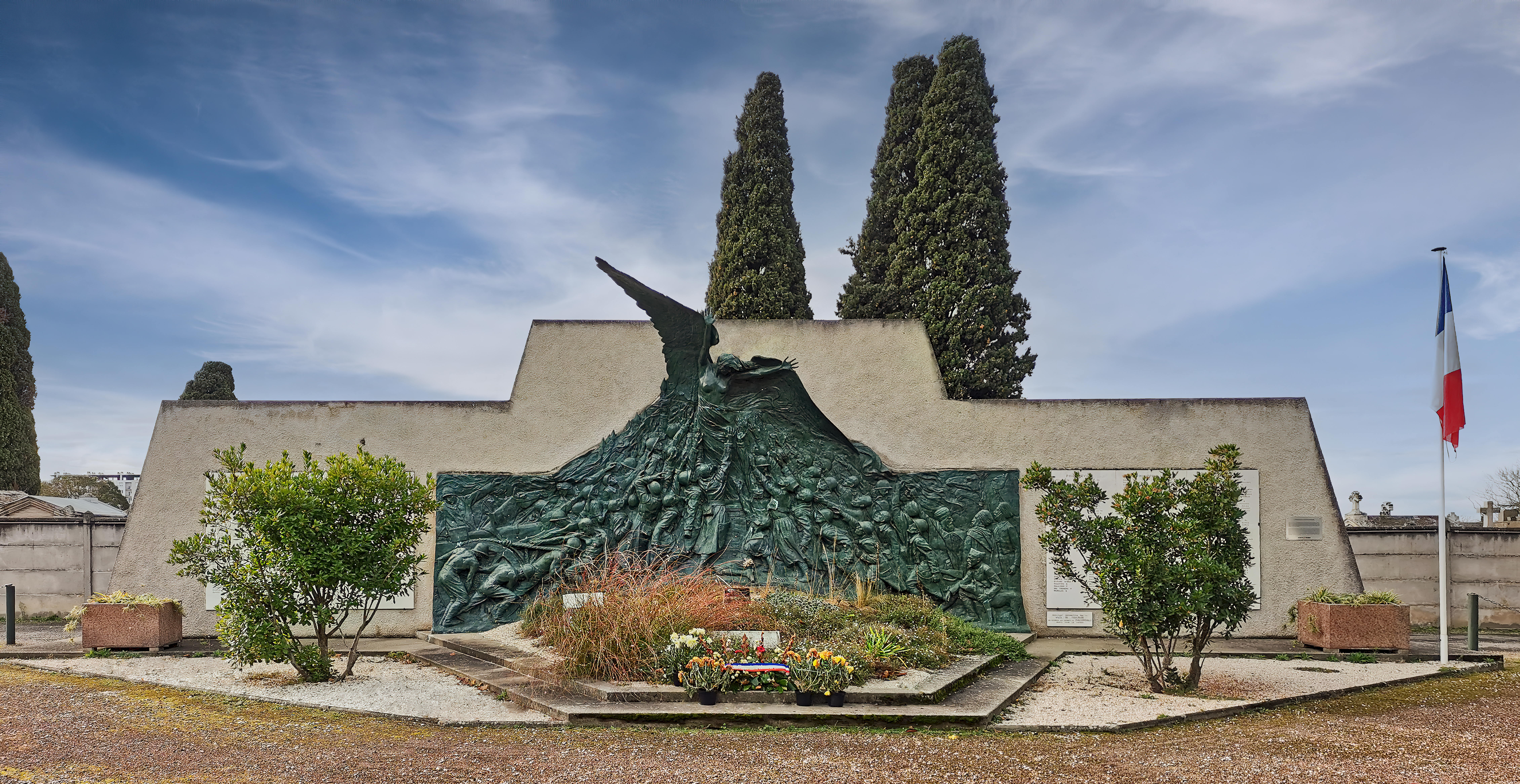
Obra de Alaphilippe, monumento a los muertos de Philippeville (Skikda) trasladado en 1969 a Toulouse.

## Biografía
Fue alumno de Laurens y de Barrias en la École nationale supérieure des beaux-arts de París.
A los 24 años, en 1889, obtuvo el primer Gran Premio de Roma de escultura con una obra que llevaba por título Caín tras la muerte de Abel perseguido por la venganza celeste o Cain tras la muerte de Abel comprende la maldición eterna.
En 1901, se quedó fascinado con las posibilidades de la cerámica. trabajó junto a los ceramistas Bigot y Lavirotte en decoraciones arquitectónicas, un ejemplo de estos trabajos lo encontramos en la fachada del número 2 de la Calle Claude-Chahu de París, conocido como el edificio de los cardos (Edificio Les Chardons.

Con su esposa, la señorita Avog, también escultora, decoraron las tiendas Felix Potin, el Boulevard Malesherbes y el jardín François Carnot.
De 1905 es el mármol titulado Les mystères douloureux, un grupo escultórico formado por las tres figuras: padre, madre e hijo. Esta obra se encuentra en un parque de Tours. También en Tours es el autor de un relieve de terracota que adorna la fachada de la Basílica de San Martín. 
De 1908 es la escultura titulada le Premier miroir, que retrata a una mujer sosteniendo a un bebé en brazos. Esta obra se conserva en el jardín de plantas de Nantes.
En 1914 fue director de la fabricación de loza flameada de Alexandre Bigot en Mer (Loir y Cher).
Viajó a Argelia, donde en la década de 1920 fue responsable de la sección de escultura de la Escuela de Bellas Artes de Argel, siendo profesor del escultor André Greck.
Realizó el monumento en memoria de Raffi, que fue el antiguo alcalde de la ciudad de Argel, y los monumentos dedicados a las víctimas de la Primera Guerra Mundial en varias ciudades de Argelia: Tipaza, Mostaganem (junto al también escultor Maurice Favre (1875-1919)), Aïn Témouchent, Bordj Bou Arréridj, Bordj el kiffan, Bougie, Batna, Guelma, Saïda, Tébessa.

## Algunas obras
Entre las obras de Alaphilppe, destacan:
- Caín tras la muerte de Abel perseguido por la venganza de los cielos

Caïn après la mort d'Abel poursuivi par la vengeance céleste; 1898 ; ENSBA de París
- Consolación - La Consolation; 1901; relieve en yeso
- Busto de bronce de la tumba del escritor Gustave Toudouze en el cementerio de L'Haÿ-les-Roses, en el reverso un medallón de cerámica obra de Paul Landowski, retrata al hijo Georges Gustave Toudouze[5]
- Misterios Dolorosos - Mystères douloureux; 1905; mármol ; jardín Mirabeau en Tours

- La mujer del mono - La Femme au singe; 1908 ; bronce y gres; museo de Petit Palais en París

La Femme au singe
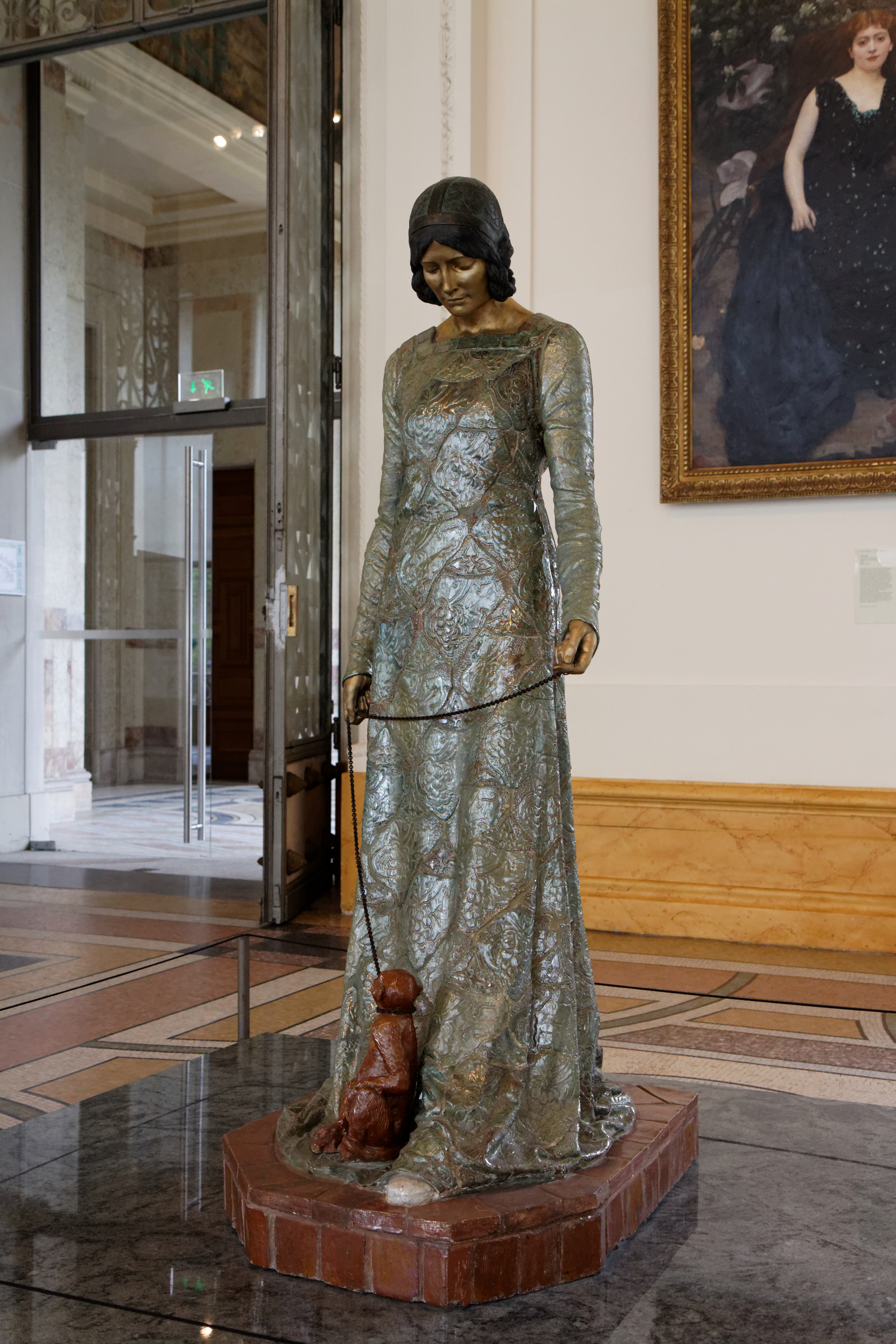
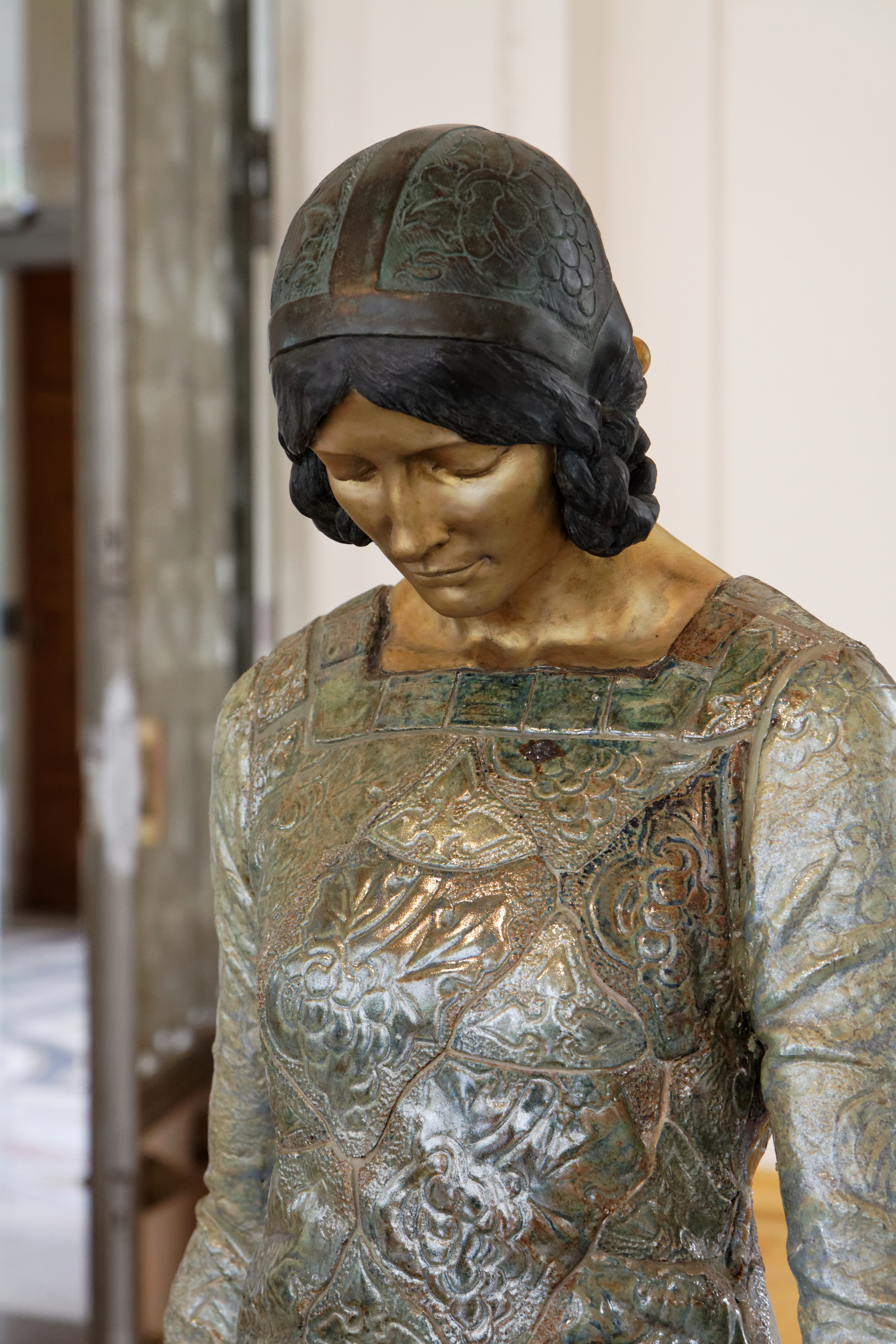
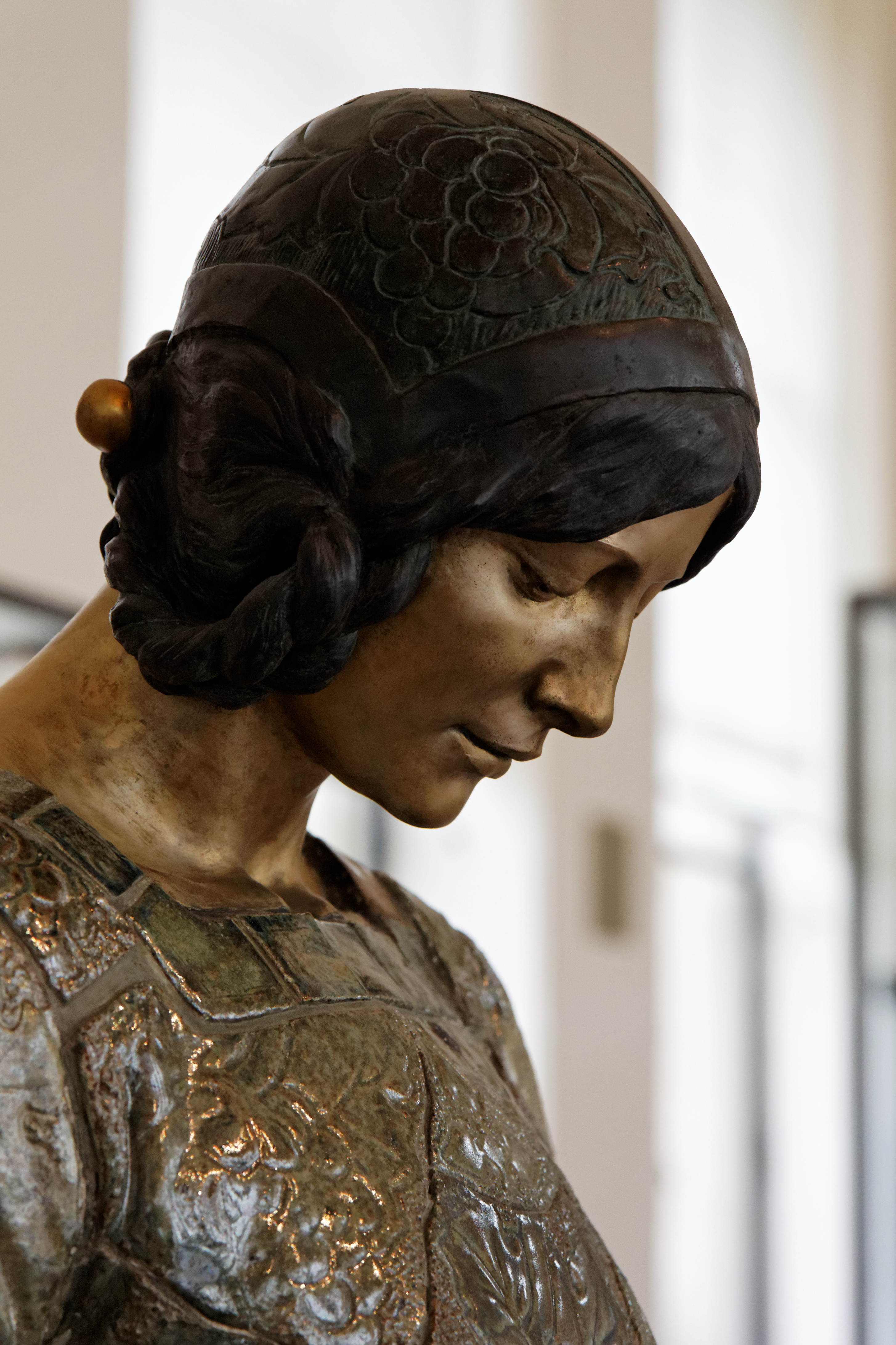
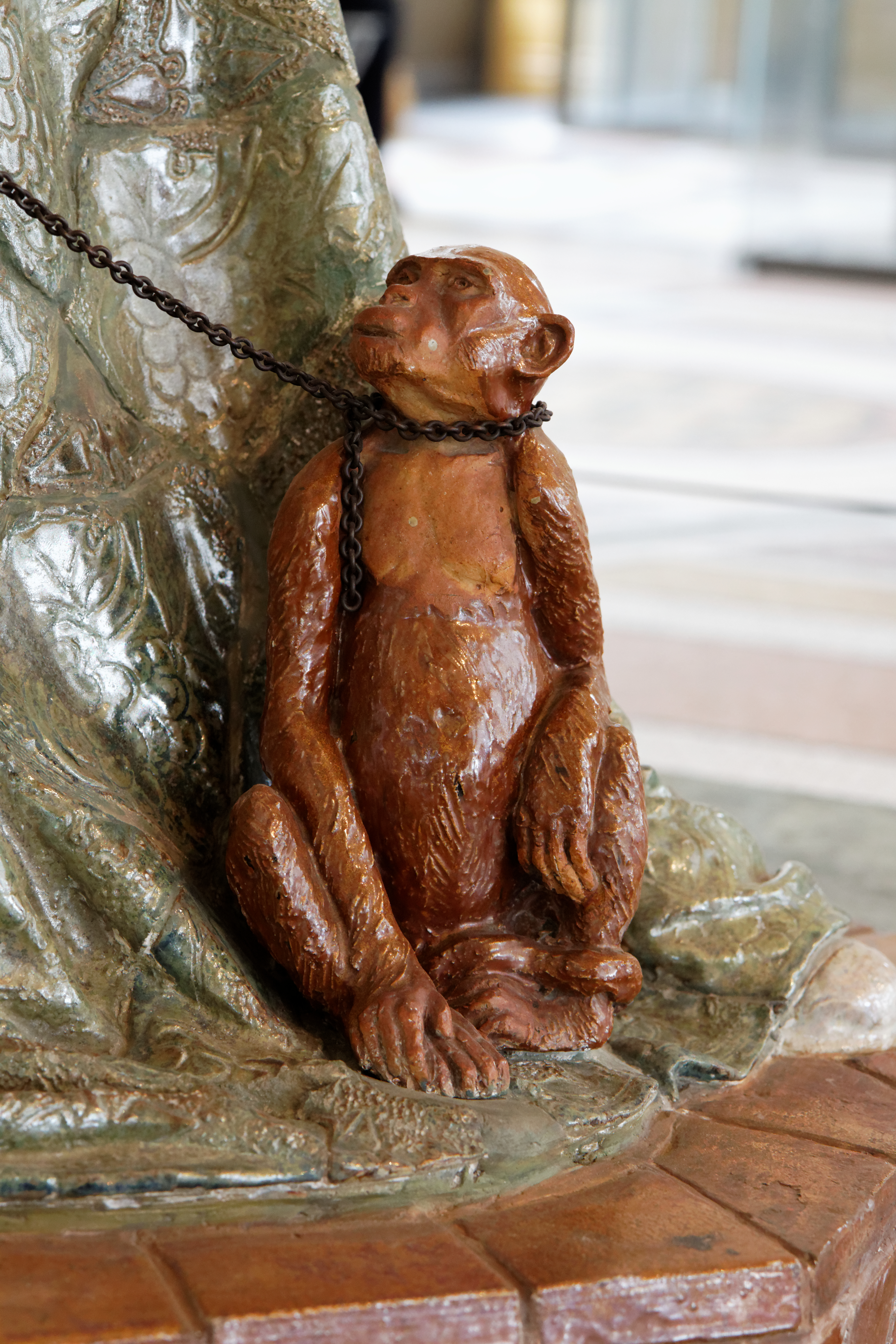

- Amor peregrino - Amour pélerin; 1911;
- Bacante - Bacchante; 1913;
- La danza - La Danse; 1914;
- Busto de Alphonse Raffi, 1939; bronce
- Monumento en memoria de Suvée - Monument à la mémoire de Suvée ; Museo de Tours
- Manos - Les Mains; bronce; Museo nacional de bellas artes de Argel
- Monumento memorial a los muertos de Philippeville - Monument aux morts de Philippeville . Relieve en bronce. (Skikda en Argelia) trasladado a Toulouse en 1969.
- Decoración escultórica del Ceramic Hotel , en el número 34 de la avenida de Wagram, 48°52′36″N 2°17′51″E / 48.87667, 2.29750 en el VIII distrito de París. A las órdenes del escultor Jules Lavirotte.

Ceramic Hotel
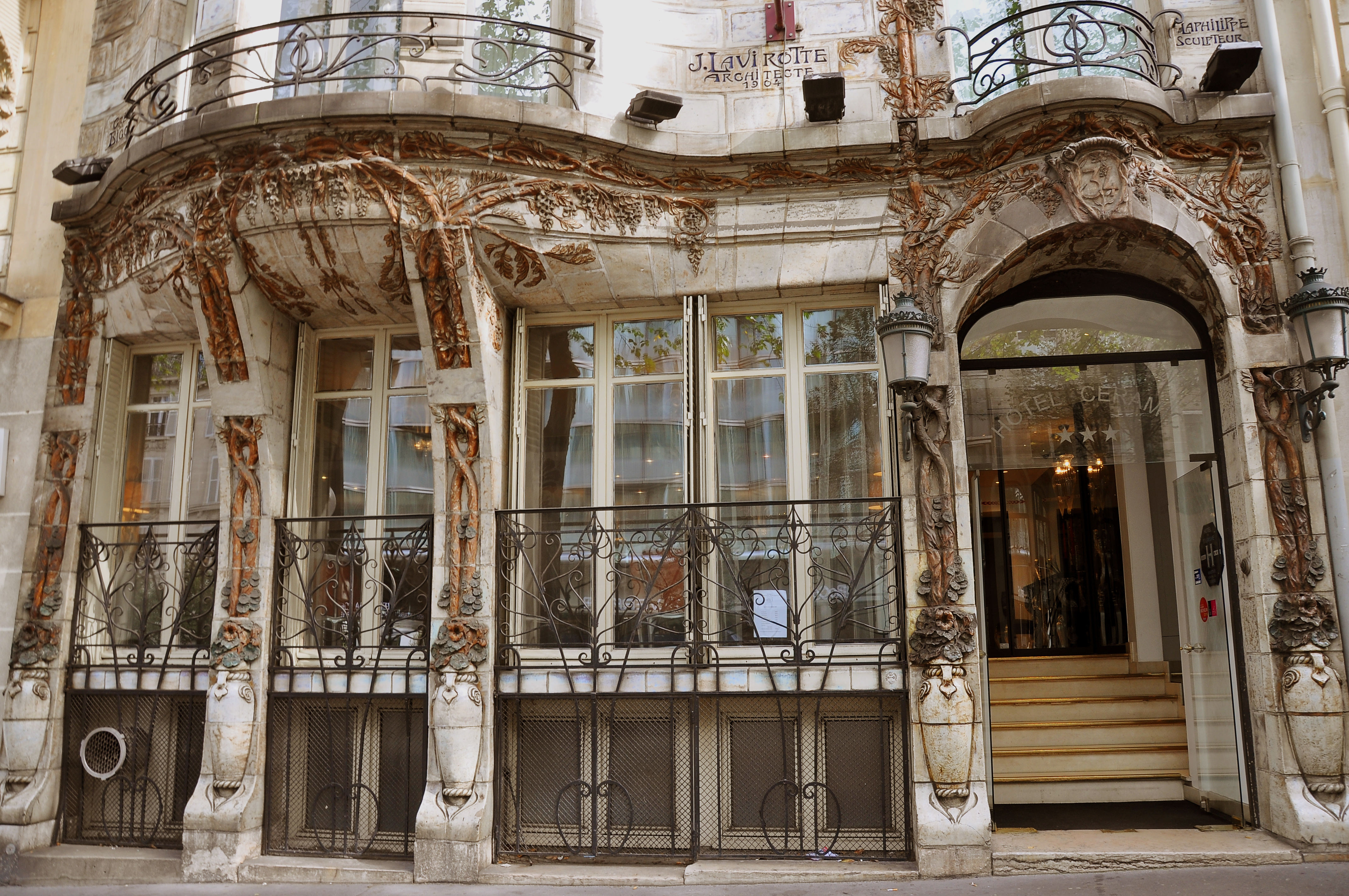
Planta baja del
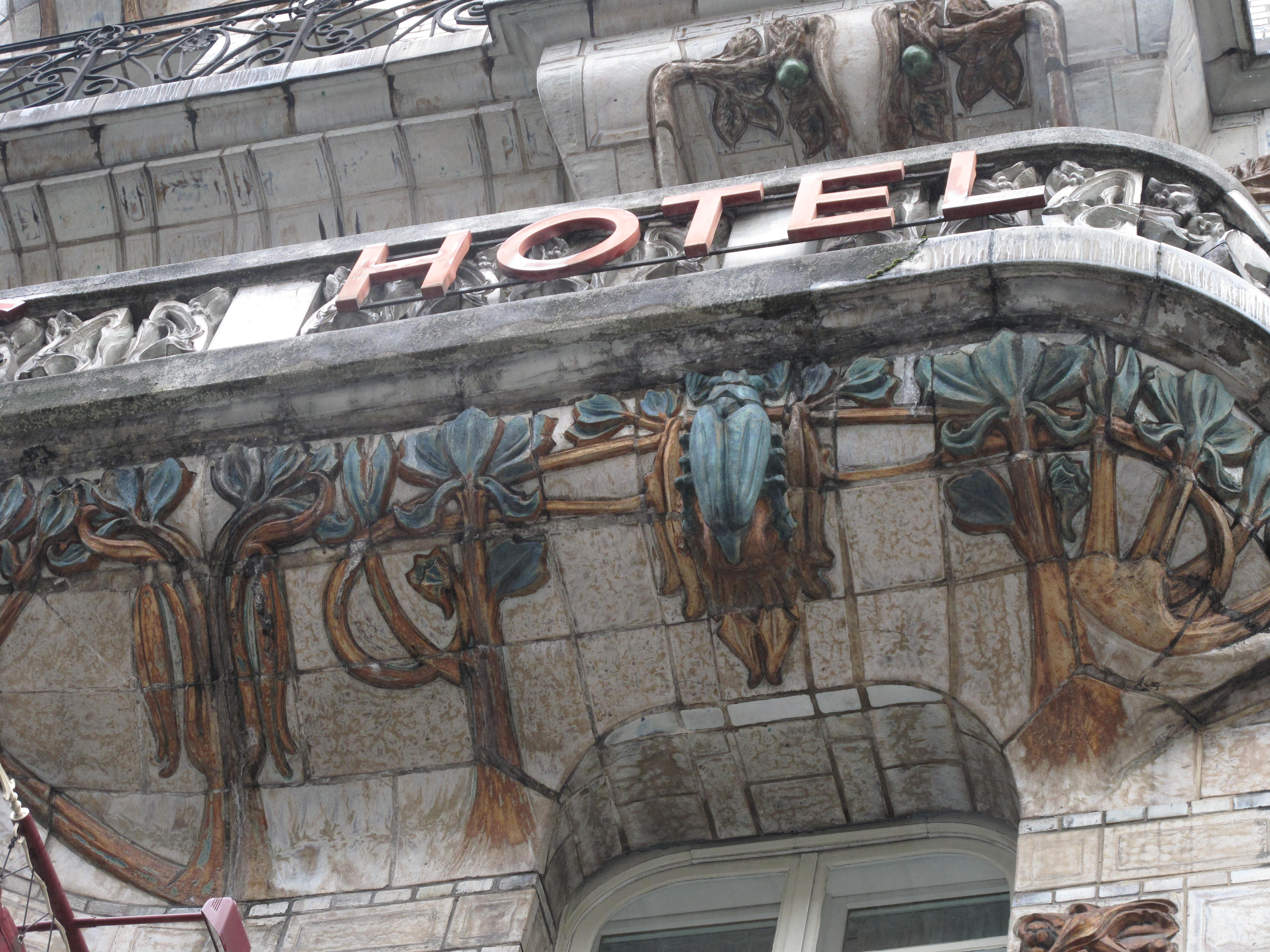
Balcón
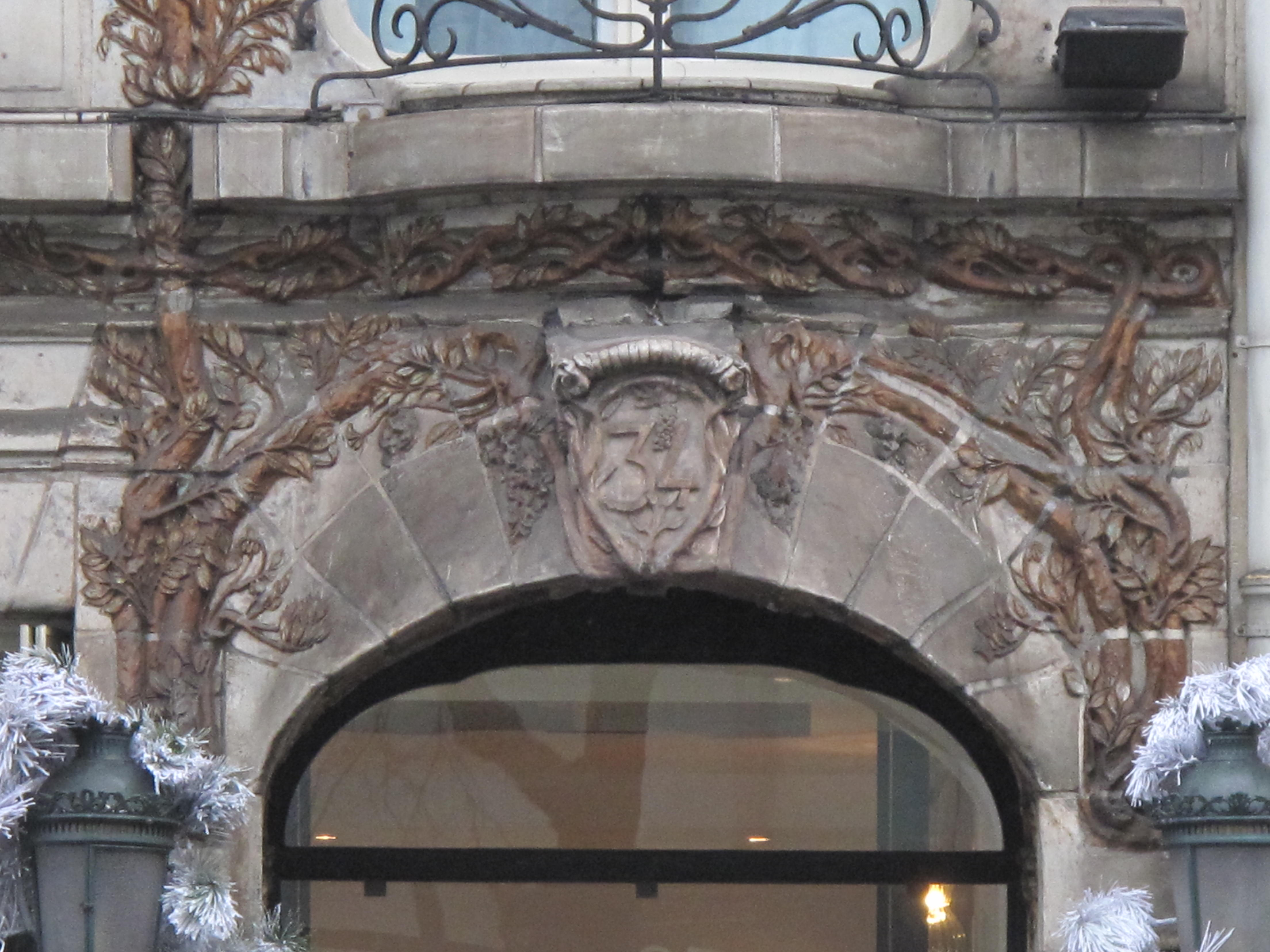
Portal
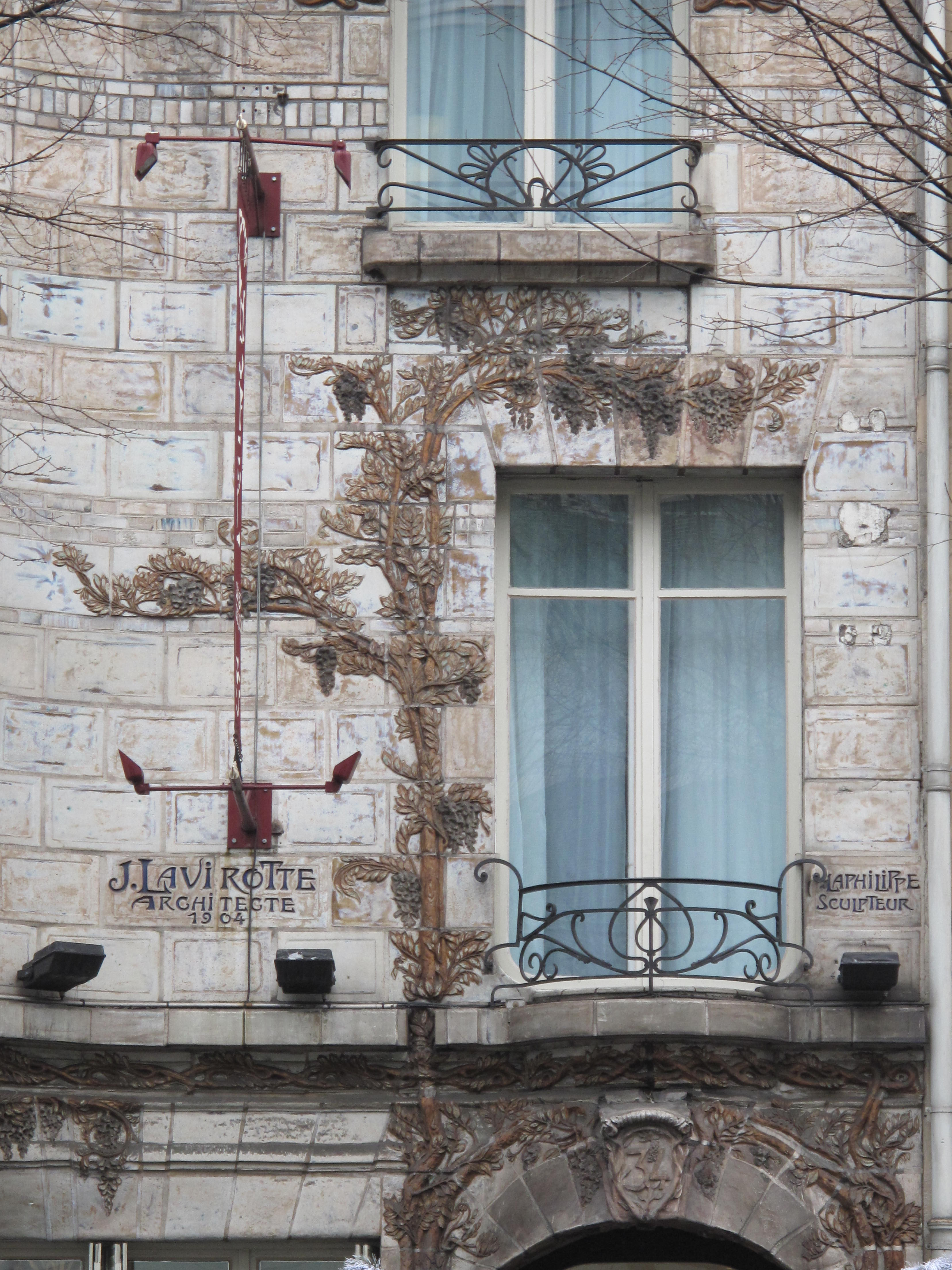
Ventana